# Bulbophyllum sciadanthum
Bulbophyllum sciadanthum là một loài phong lan thuộc chi Bulbophyllum.